# Ірина Томарська
Іри́на Тома́рська, або свята І́рія (лат. Irene, порт. Iria de Tomar, бл. 635—653) — вестготська християнська діва, місцева свята, мучениця. За переказом, народилася в Набансії (біля сучасного Томару, Португалія), у вельможній родині. Незважаючи на неймовірну вроду, готувалася стати монахинею. Відмовляла багатьом залицяльникам. Через наклеп свого опікуна, що безуспішно намагався звабити її, загинула від рук найманого вбивці. Похована монахами-бенедиктинцями з Сантарена, які поширили її культ у своєму місті. Офіційно не канонізована. Культ зберігся завдяки мосарабам. Вшановується в деяких португальських храмах як місцева свята. День вшанування — 20 жовтня. В іконографії та живописі зображується черницею із пальмою гілкою. На її честь назване португальське місто Сантарен («свята Ірина»). Патрон португальських міст Сантарена й Томара. Також — Іри́на Португа́льська.

## Життєпис

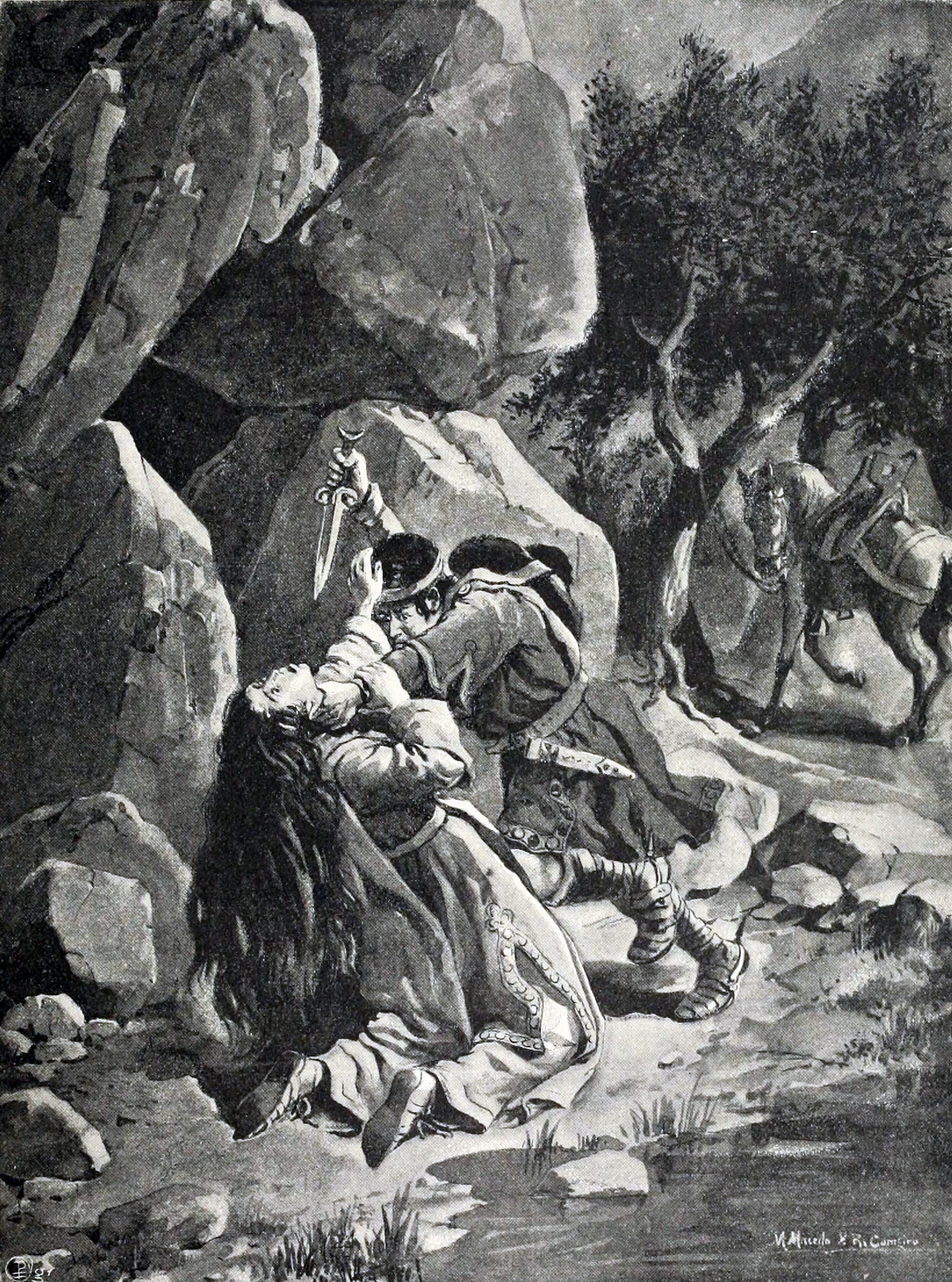
Вбивство Ірини.

Достовірних історичних джерел про життя Ірини не існує. За легендою вона народилася в Набансії, Вестготія (сучасний Томар, Португалія) у вельможній родині. Ірина була дуже вродливою, тому аби захистити дівчину від домагань батьки відправили її до бенедиктинської монастирської школи й приставали особистого опікуна. Дівчині дозволяли залишати свої покої лише для відвідування літургії або молитви у каплиці святого Петра. Одного разу у церкві її випадково побачив молодий шляхтич на ім'я Брітальд, який одразу закохався у неї. Відтоді кожен раз коли Ірина вирушала на молитву, він слідував за нею. Врешті-решт, молодик зробив дівчині пропозицію побратися, але вона відмовила йому, пояснивши, що дала обітницю незайманості й готується стати монахинею, нареченою Христа.
Тим часом, опікун дівчини, монах Ремігій, став залицятися до Ірини. Після того дівчина відмовила йому, він почав розповідати брудні чутки про неї. Коли ж його звільнили з опікунства, Ремігій заявив, що Ірина вагітна. На додаток, він прихитрився напоїти дівчину напоєм, від якого в неї роздуло живіт. Наклепи колишнього опікуна ширилися містечком і Брітальд незабаром дізнався про них. Вирішивши, що його кохана Ірина була невірна своїй обітниці й ввела його в оману, молодий шляхтич найняв вояка убити її. Коли Ірина поверталася додому після відвідин хворого, убивця напав на неї й заколов мечем.
Тіло Ірини викинули до річки Набан. Згодом ченці-бенедиктинці з поселення Скалабіс (сучасний Сантарен, Португалія) знайшли її мощі неушкодженими. За переказом, абат Целій, дядько покійниці, мав об'явлення від Ісуса Христа, який розповів йому справжню історію його небоги та місце до можна було знайти її тіло. Бенедиктинці поховали Ірину належним чином й запровадили культ її вшанування. Нова свята виявилася настільки популярною, що мешканці Скалабіса змінили назву свого міста на Сантарен (свята Ірина).

## Патрон
- Португалія: Томар, Сантарен.